# 亚里士多德 (市镇)
亚里士多德（希臘語：Αριστοτέλης）是希腊中马其顿大区哈尔基季基专区的市镇，行政中心为耶里索斯镇。市镇面积为747.0平方公里，2021年人口数量为16,964人。
此市镇设立于2011年地方政府改革中，由原3个市镇合并而成，原市镇则成为此市镇的3个市区。市镇以古希腊哲学家亚里士多德来命名，其出生地斯塔伊拉在此市镇范围内。市镇的东边为阿索斯山修道院共同體。